# Scorțaru Nou
Scorțaru Nou è un comune della Romania di 1 369 abitanti, ubicato nel distretto di Brăila, nella regione storica della Muntenia.
Il comune è formato dall'unione di 6 villaggi: Deșirați, Gurguieți, Nicolae Bălcescu, Pitulați, Scorțaru Nou, Sihleanu.
Scorțaru Nou ha dato i natali al geologo Ion N. Băncilă (1901-2001)